# جانرو پارگو
جانرو پارگو (انگلیسی: Jannero Pargo؛ زادهٔ ۲۲ اکتبر ۱۹۷۹) بازیکن بسکتبال اهل ایالات متحده آمریکا است.

## فعالیت ورزشی

### باشگاهی
از باشگاه‌هایی که در آن بازی کرده‌است می‌توان به تورنتو رپترز، نیو اورلینز پلیکانز، آتلانتا هاوکس، شیکاگو بولز، واشینگتن ویزاردز، باشگاه بسکتبال المپیاکوس، لس آنجلس لیکرز، و شارلوت هورنتس اشاره کرد.